# Thatgamecompany
Thatgamecompany (stylizowane na thatgamecompany) – amerykańskie studio zajmujące się produkcją gier komputerowych, założone przez Kellee Santiago i Jenovę Chena, studentów Uniwersytetu Południowej Kalifornii. Studio było producentem trzech kontraktowych gier na PlayStation 3, wykonanych na zlecenie Sony Computer Entertainment; po wygaśnięciu umowy zachowało status studia niezależnego. Pierwszą grą wykonaną przez studio był remake nagradzanej flashowej gry Chena pod tytułem Flow, zawierający poprawioną oprawę audiowizualną, dodatkowy tryb gry wieloosobowej oraz kompatybilność z kontrolerem PlayStation 3. Pozycja ukazała się w systemie dystrybucji cyfrowej PlayStation Store w 2007 roku. Druga gra studia na PlayStation 3, Flower, miała premierę w 2009 roku, a trzecia – Podróż – w 2012 roku.
Spółka koncentruje się na tworzeniu gier komputerowych, które wywołują reakcje emocjonalne u graczy. Jej pracownicy stwierdzili, że jakkolwiek nie mają nic przeciwko tworzeniu gier opartych na akcji, uznają, że przemysł elektronicznej rozrywki wyprodukował ich wystarczającą liczbę. Przy projektowaniu gier pracownicy Thatgamecompany planują przede wszystkim, jakie uczucia chcą wywołać w graczu; mechanika gry stanowi zaś kwestię drugorzędną. Pracownicy ustalili, że spółka nie planuje produkcji wielkich, wysokobudżetowych tytułów, gdyż ich zdaniem presja na wysoką sprzedaż zdławiłaby innowację.

## Historia
Jesienią 2005 roku Jenova Chen i Kellee Santiago rozpoczęli rozważania nad stworzeniem własnego studia produkującego gry komputerowe. Oboje byli na ostatnim roku studiów na wydziale mediów interaktywnych Uniwersytetu Południowej Kalifornii i mieli za sobą produkcję Cloud, którą stworzyli wraz z kilkoma innymi studentami. Grupa ta uznawała ów projekt za eksperyment, mogący ukazać, czy studenci potrafią stworzyć grę o oryginalnym przekazie i czy istnieje zapotrzebowanie na tego typu gry. Po pozytywnym przyjęciu Cloud Santiago i Chen rozważali stworzenie własnego studia, aby móc kontynuować produkcję dzieł podobnych do Cloud – w których projekt nie opiera się na mechanice gry, lecz na wzbudzeniu emocji w graczach.
W owym czasie popularność zdobywała dystrybucja cyfrowa. Chen i Santiago zauważyli, że daje im to możliwość tworzenia gier bez ponoszenia ryzyka finansowego charakterystycznego dla dystrybucji pudełkowej, wymagającej akumulacji kapitału poprzez pracę dla innych przedsiębiorstw produkujących gry. Thatgamecompany zostało założone 15 maja 2006 roku, gdy Chen i Santiago otrzymali dyplomy magisterskie. Spółka wkrótce potem podpisała kontrakt z Sony Computer Entertainment, którego uwagę przykuła gra Chena we Flashu, Flow – część jego pracy magisterskiej na USC. Thatgamecompany podpisało kontrakt na produkcję trzech gier przeznaczonych na nadchodzący system dystrybucji PlayStation Network, otrzymując także dofinansowanie i siedzibę w biurach Sony w Los Angeles.
Początkowo Thatgamecompany składało się z Chena, Santiago, Nicholasa Clarka (pracującego wraz z Chenem nad Flow) oraz Johna Edwardsa. Santiago była prezesem spółki jako producent jej gier, podczas gdy Chen objął posadę głównego projektanta, Edwards – głównego programisty, a Clark – projektanta. Jakkolwiek rozważali oni adaptację Cloud jako pierwszego produktu dla Sony, zdecydowali się jednak na Flow, jako że jej port byłby łatwiejszy w produkcji; żaden z członków studia nie miał doświadczenia w prowadzeniu biznesu ani w tworzeniu gry komercyjnej. W trakcie produkcji Chen tymczasowo pracował dla Maxis nad grą Spore. Przy produkcji Flow asystowało kilkoro kontraktowych pracowników, między innymi kompozytor gry, Austin Wintory.
Według szacunków studia konwersja miała zostać ukończona w ciągu czterech miesięcy i być gotowa do pojawienia się równocześnie z premierą PlayStation Network w listopadzie 2006 roku. Jednakże, gdy ostatecznie gra ukazała się w lutym 2007 roku, była okrojona z części pierwotnego projektu. Według Santiago Sony przewidywało opóźnienia w produkcji i nie było zaskoczone późniejszym ukazaniem się gry. Spotkała się ona z pozytywnym odbiorem; okazała się najczęściej pobieraną grą 2007 roku na PlayStation Network, otrzymując nominację do najlepszej gry do pobrania od Akademii Sztuk i Nauk Interaktywnych oraz wyróżnienie za najlepszą innowację od Brytyjskiej Akademii Sztuk Filmowych i Telewizyjnych (BAFTA). Po wydaniu gry SuperVillain Studios stworzyło dodatek do niej oraz wersję na PlayStation Portable. Thatgamecompany nie ingerowało w obydwa projekty owego studia, ponieważ pracowało nad kolejnym tytułem pod nazwą Flower.
Flower był zdaniem Santiago pierwszą grą Thatgamecompany wykonaną bez powiązań z uniwersytetem. Na różnych etapach produkcji pracowało od sześciu do dziewięciu osób, a Chen pozostał w studiu przy cały okres produkcji. Muzyka do gry została skomponowana przez Vincenta Diamante, który pracował wraz z Chenem i Santiago nad Cloud. Grę produkowano przez dwa lata, z czego trzy czwarte czasu zespół spędził na tworzeniu prototypu. Po wybraniu elementów rozgrywki pracowano nad grą Flower zaledwie sześć miesięcy. Tak samo jak Flow, gra spotkała się z pozytywnym przyjęciem po premierze w lutym 2009 roku, znajdując się w czołówce najczęściej pobieranych gier roku na PlayStation Network i zdobywając szereg nagród. Po wydaniu Flower Thatgamecompany przeniosło swoją siedzibę do własnego budynku w Los Angeles.
Następnym projektem spółki była Podróż, która ukazała się w marcu 2012 roku. Stanowiła ostatnią grę kontraktową na zlecenie Sony, a przy jej produkcji pracowało czternaście osób. Nie należała do tego grona Santiago, która zajmowała się swoimi obowiązkami prezesa spółki; w efekcie producentem gry został Robin Hunicke. Produkcja gry trwała trzy lata, chociaż miała zająć rok; zespół napotkał liczne problemy związane z rozbudową spółki z siedmiu pracowników do osiemnastu, jak również z ryzykiem bankructwa. Po wydaniu gra odniosła zarówno sukces artystyczny, jak i komercyjny. Stała się najszybciej sprzedawaną grą na PlayStation Store zarówno w Ameryce Północnej, jak i w Europie. Po jej wydaniu, gdy spółka rozpoczęła pracę nad kolejnym projektem, część pracowników opuściła ją z różnych powodów. Santiago odeszła w poszukiwaniu innego przedsięwzięcia, projektant Chris Bell założył własne studio The Wilderness, a Hunicke rozpoczął pracę w studiu Tiny Speck. Chen przypisywał ten exodus końcowi kontraktu z Sony, jak również faktowi, że spółka nie miała już pieniędzy na opłacanie pracowników, zamrażając płace do czasu uzyskania dochodów z Podróży.
Gdy Podróż zaczęła przynosić dochody, Thatgamecompany częściowo zrekonstruowało swój skład, przyjmując także nowych twórców. Spółka po wygaśnięciu kontraktu z Sony otrzymała fundusze kapitału wysokiego ryzyka w wysokości 5,5 miliona dolarów amerykańskich, co dało studiu nadzieję na produkcję przyszłych gier na różne platformy niezależnie od wydawców. Spółka pracuje nad nową, jeszcze niezapowiedzianą grą i w czerwcu 2013 roku zatrudniała 12 osób, z których tylko połowa pracowała wcześniej nad Podróżą.

## Dewiza
Gdy pracownicy Thatgamecompany tworzą grę, najpierw ustalają, jakie emocje i uczucia zamierzają wzbudzić w graczu. Zdaniem Santiago zakres emocji wywoływanych przez gry komputerowe może wykraczać poza podekscytowanie i strach, według niej jedyne uczucia powszechne w owych dziełach kultury masowej. W opinii Chena gry spółki mają bardziej wywołać uczucia w graczu niż zaprezentować przesłanie. W efekcie na przykład zmieniono grę Flower, gdy podczas wstępnych prób testerzy uznali, że gra promuję ochronę środowiska. Chen uważa, że jest zbyt młody na stworzenie gry z silnym przesłaniem, dlatego tak tworzy produkty spółki, aby uniknąć jawnych metafor. Według Santiago celem Thatgamecompany jest tworzenie dzieł, które czynią postęp w ukazaniu gier komputerowych jako komunikatywnego medium oraz takich, które spodobają się szerokiej rzeszy odbiorców. W efekcie spółka chce zmienić sposób myślenia o branży, chce by traktowano gry jako medium kreacyjne, a nie jako produkt masowy.
Pracownicy Thatgamecompany nie mają nic przeciwko produkcji gier akcji, a w przerwach między swymi głównymi projektami wykonywali prywatnie dynamiczne dzieła, które spotkały się z pozytywnym odbiorem ze strony Sony. Jednakże zdaniem Chena nie ma powodu, aby spółka produkowała owe gry na użytek komercyjny, ponieważ nie wytwarzałyby one nowych pomysłów i podważyłyby sens istnienia studia, idącego pod prąd produkcji gier na zlecenie innych producentów. W podobny sposób Chen nie chce, aby Thatgamecompany zajmowała się produkcjami wysokobudżetowymi, gdyż w jego opinii presja na zysk zdławiłaby innowację.

## Gry
We Flow gracz przemieszcza się po serii dwuwymiarowych plansz, kierując wodnym mikroorganizmem, który ewoluuje, jedząc inne formy życia. Projekt gry jest oparty na badaniach Chena nad dynamicznym wyważaniem rozgrywki, przeprowadzanych w wydziale mediów interaktywnych Uniwersytetu Południowej Kalifornii, jak również na teorii przepływu autorstwa psychologa Mihály'ego Csíkszentmihályi. Gra ukazała się 22 lutego 2007 roku na PlayStation 3.
Flower w zamierzeniu miał być duchowym następcą gry komputerowej Flow, poprzedniego dzieła Chena i Thatgamecompany. We Flower gracz przejmuje kontrolę nad wiatrem, dmuchając w płatek kwiatu przy użyciu kontrolera gry. Lot blisko kwiatów powoduje, że za płatkiem gracza „podążają” inne. Zbliżenie się do kwiatów może wywołać w świecie gry efekty uboczne, na przykład nadanie jaskrawych barw przedtem martwym polom lub aktywowanie nieruchomych wiatraków. W grze nie ma żadnych tekstów ani dialogów, co powoduje, że narracja wyrażona jest głównie poprzez formę wizualną oraz sygnały emocjonalne. Gra miała premierę 12 lutego 2009 roku na PlayStation 3.
Podróz jest ostatnią grą Thatgamecompany. Gracz kontroluje w niej okrytą szatą postać, która budzi się na pustyni, gdzie celem podróży owej osoby jest wielka góra widoczna z daleka. Podczas podróży gracz może spotkać się z jednym graczem przez Internet. Gracze nie mają możliwości wzajemnej komunikacji, ale mogą pomagać sobie nawzajem. Gra ukazała się 13 marca 2012 roku na PlayStation 3.